# Dannebrogordenen
Dannebrogordenen er en dansk ridderorden indstiftet af Christian 5. i 1671 og senere forandret og udvidet.
Ordenens formelle grundlag er Frederik 6.s åbne brev fra 1808 suppleret med senere reskripter. Enkelte bestemmelser i ordenens statutter fra 1693 er endnu gældende. Den regerende monark er ordensherre, og udnævnelser sker almindeligvis på grundlag af indstillinger, der har passeret et ministerium. Siden 1951 har kvinder kunnet optages i ordenen.
Dannebrogordenen uddeles af regenten uden en ministers underskrift. Alle ordenstegn skal leveres tilbage, når bæreren dør.

## Historie
Af Dannebrogordenens statutter fra 1. december 1693 fremgår det, at ordenen er en udmærkelse til dem, "som ved Dyd, tro Tieniste og mandige Bedrifter have giort sig frem for andre berømmelig". Ordenen havde i perioden 1671 til 1808 kun én klasse og kaldtes ofte det hvide Baand. En "hvid ridder" skulle aflægge troskabsed til kongen. I begyndelsen kunne kun adelige og fyrstelige dekoreres, men i 1679 blev hierarkiet erstattet af en rangfølge, der var betinget af placering i enevældens embedsvælde og ikke af adelig herkomst. Alligevel var det dog reelt kun adelige, der fik ordenen, for samtidig fandtes indtil 1730 den såkaldte rangadel, hvor indehaveren af en titel i de tre øverste klasser "automatisk" blev adelig. Efter 1730 optræder dog blandt riddernes tal enkelte høje officerer, som ikke var adelige.
Frederik 6. ændrede ved sin tronbestigelse 1808 (kgl. åbent brev 28. juni) ordenen inspireret af Æreslegionen (oprettet af Napoleon 1802), således at den fik flere grader. Den kunne nu tildeles personer uden for embedsværket og "belønne sande Fortienster, hos hvem de end findes" uafhængigt af rang og stand. Kongen understregede, at ikke kun militær tapperhed, men også "Nidkiærhed hos Embedsmanden, Fremskridt i Videnskab og Kunster, nye og heldige Anlæg i Landets Agerbrug, Industrie og Handel" samt generelle "Opofrelser for Konge, Fædreland og Medborgere" kunne hædres.
Den oprindelige troskabsed til monarken blev da afløst af en løfteformular om "paa Ære og Samvittighed at være fremdeles min Arve-Konge og Herre huld, tro og lydig". De eksisterende hvide riddere blev indplaceret som Storkors af Dannebrog i det nye gradsopdelte system.
Frederik 6. oprettede samtid Dannebrogordenens Hæderstegn (kgl. åbne breve af 28. januar 1809 og 18. januar 1812), der blev omdøbt i 1952, og som nu sjældent uddeles. Dannebrogsmændenes Hæderstegn er et sølvkors, der kan tildeles såvel bærere af Dannebrogordenen som ikke-dekorerede personer og personer uden for rangordenen.
Konsekvensen af reformen i 1808 var, at mange flere personer kunne dekoreres. Ridderne før 1808 udgjorde en ret begrænset skare, hvoraf hovedparten var adelige og kun ganske få var borgerlige (ofte adlede) embedsmænd.
Ved reskript af 21. februar 1842 sattes Storkommandør-klassen foran og over ordenens tre andre klasser, og der optoges nu kun fyrstelige personer som storkommandører.
Indtil 1861 (reskript af 2. oktober) fandtes der kun én kommandørgrad (Kommandørkorset). Begyndende i Frederik 7.s tid deltes kommandørklassen konsekvent i to grader, med og uden brystkors. I 1861 blev kommandørgrad delt i to grader ved tildeling til udlændinge, og under Christian 9. i 1864 (reskript af 21. marts) fulgte så en opdeling af kommandørgraden også gældende for danske modtagere.
Rekriptet af 1861 bestemte også, at Storkorset "af Reciprocitetshensyn til Udlandet" ikke herefter skulle tildeles udlændinge i diamanter, men at det kors, der af kommandørerne bæres om halsen, også skulle være dekoration for ridderne af Dannebrogsordenens 1. klasse eller Storkors og således bæres i skulderbåndet. Reskriptet af 1864 udstrakte også denne praksis til danske modtagere.
Siden 1951 (reskript af 10. oktober) kan både mænd og kvinder dekoreres med Dannebrogordenen. Ved samme lejlighed blev ridderklassen opdelt (reskript af 21. marts 1952) i to grader. Betegnelsen Ridder af Dannebrog forkortes R. i Kraks Blå Bog, i dødsannoncer og undertiden på gravsten (se yderligere forkortelser nedenfor).
I 1924 foreslog statminister Thorvald Stauning en reduktion og langsigtet afskaffelse af ordensvæsenet, men den blev aldrig til virkelighed.

### Storkommandører
Storkommandør-graden er forbeholdt fyrstelige personer og der har siden indstiftelsen af denne i 1808 været i alt 43 Storkommandører. Pr. 2024 er der syv storkommandører:
- Frederik 10. – Ordensherre, udnævnt 1. januar 2004.
- Margrethe 2. – 14. januar 1972.
- Carl 16. Gustaf af Sverige – udnævnt 10. april 1975.
- Harald 5. af Norge – udnævnt 28. oktober 1991.
- Prinsesse Benedikte – udnævnt 27. januar 1993.
- Prins Joachim – udnævnt 16. april 2004.
- Mary, dronning af Danmark - udnævnt 26. maj 2024.

Med H.M. Kong Konstantins død i 2023 er der en storkommandørorden ledig. Det samlede antal storkommandører overstiger aldrig otte, da der kun er otte insignier til rådighed. Teoretisk er der ingen grænse for, hvor mange storkommandører der kan udnævnes.

## Udformning
Ordenen har tre klasser med seks grader:

1. klasse
- Storkommandører af Dannebrog (forbeholdt fyrstelige personer, forkortes S.Kmd.)
- Storkors (forkortes S.K. og S.K.i diam.)

2. klasse
- Kommandør af 1. grad af Dannebrog (forkortes K.1, tidligere K.¹)
- Kommandør af Dannebrog (tidligere benævnt Kommandør af 2. grad, forkortes K., tidligere K.²)

3. klasse
- Ridder af 1. grad af Dannebrog (forkortes R.1, tidligere R.¹)
- Ridder af Dannebrog (forkortes R.)
- Dannebrogordenens Hæderstegn (har selvstændig status, forkortes D.Ht., tidligere DM)

Storkors-klassen giver ret til et våbenskjold ophængt i Frederiksborg Slotskirke. Det er foregået siden 1694. Fra 1961 er det kun undtagelsesvis, at udenlandske ridderes våben ophænges. Insignierne skal ved ordensindehaverens død leveres tilbage til Ordenskapitlet.
Dannebrogordenen har hvidt ordensbånd med røde kanter. Ordenstegnet består af et hvidemaljeret guld- eller sølvkors (ridder-klasserne) med en rød kant og en kongekrone over den regerende monarks monogram. Forsiden bærer indskriften: "Gud og Kongen" og Christian 5.s monogram.
Storkommandørkorset har 14 taffelsten i stedet for hvid emalje, og resten af forsiden er brillanteret; på bagsiden ses Valdemar 2.s, Christian 5.s og Frederik 6.s monogrammer og ordene "Gud og Kongen". Til storkorset hører en kæde af guld bestående af skiftevis Valdemar 2.s og Christian 5.s monogrammer imellem emaljerede dannebrogskors. Til storkommandørkorset og storkorset hører en bryststjerne, hvorpå der er et emaljeret kors med Valdemar 2.s monogram og ordene "Gud og Kongen". Stjernen til storkorset kan som en speciel udmærkelse tildeles med brillanter. Til kommandørkorset af 1. grad hører et brystkors svarende til korset på storkorsstjernen, men med brillanteret sølvbund i stedet for hvid emalje.
Storkommandørkorset og kommandørkorsene bæres om halsen, storkorset i skærf over højre skulder eller i kæden, ridderkorset af 1. grad og Dannebrogordenens Hæderstegn i bånd på brystet med roset og ridderkorset i bånd uden roset. Bortset fra storkorset bærer kvinder dekorationerne i sløjfe på brystet.

## Højtidsdage
Dannebrogordenens har fire højtidsdage, hvor ordenskæden bæres. De er 28. januar, Frederik 6.s fødselsdag, 15. april, Christian 5.s fødselsdag, den regerende monarks fødselsdag (26. maj) samt 28. juni, angiveligt Valdemar 2.s fødselsdag.

## Uddelingspraksis
Det er typisk ministeriernes departementschefer, der overvejer indstillingerne og sender dem videre til kabinetssekretæren. Når departementschefen og kabinetssekretæren er enige om at foreslå dekorering af en person, forelægges sagen af kabinetssekretæren for ordensherren.
Uddelingen af Dannebrogordenen følger et mere konservativt mønster end de øvrige europæiske monarkiers ordensvæsener. Ordenen favoriserer tilknytning til staten og uddeles primært til loyale officerer, embedsmænd, diplomater og politikere for tro tjeneste. De kan forvente at få ordenen, når de når et vist hierarkisk niveau i embedsværket eller Forsvarets værn, har siddet 10 år i Folketinget eller tilhører en bestemt rangklasse eller lønramme (typisk lønramme 37 i staten).
Tidligere modtog en del erhvervsfolk et ridderkors, mens det i dag er relativt få danskere inden for erhvervslivet, som tildeles ordenen. Kun få kulturpersonligheder modtager et ridderkors.
Indtil 1909 blev regeringens ministre automatisk udnævnt til Kommandører af Dannebrog, når de tiltrådte, lige som de indtil da også fik udleveret en uniform og kårde.
Rigsmarskal og topnazist Hermann Göring fik tildelt Storkorset af Dannebrogordenen med bryststjerne i diamanter den 25. juli 1938. Göring fik dekorationen overrakt den 6. august 1938 af kammerherre Herluf Zahle. Ved kongelig resolution af 10. oktober 1946 blev Göring slettet af riddernes tal og hans våbenskjold nedtaget. Hvor skjoldet befinder sig i dag, vides ikke.
Politikere fra Enhedslisten, Socialdemokraterne, SF - Socialistisk Folkeparti og Radikale Venstre afviser typisk at tage imod et tilbudt ridderkors, da deres partier ikke anerkender ordensvæsenet. Der er dog undtagelser, særligt blandt borgmestre: Bl.a. de socialdemokratiske borgmestre Steen Dahlstrøm, Henning Jensen, Jens Kramer Mikkelsen, Henrik Zimino og Karin Søjberg Holst har i de senere år modtaget ordenen. I 2024 brød den siddende statsminister Mette Frederiksen med traditionen og blev den første socialdemokratiske statsminister, der har takket ja til at modtage et ridderkors. 
I stedet tilbydes disse politikere ofte Fortjenstmedaljen, da den ikke forudsætter en troskabsed til monarken. Ikke kun politikere, men også musikeren Kim Larsen har sagt nej til et ridderkors (i 2006). Larsen udtalte i en pressemeddelelse:
| Citat | Da jeg ikke synes, det sømmer sig for en gammel gadedreng og popsanger at føre sig frem med kors og bånd og stjerner, takker jeg pænt nej til ridderkorset ... Det kunne ellers have været hyggelig at ryge en smøg med dronningen inde i privaten - hvis hun ellers må for personalet. | Citat |
|       | |       |

Samme år takkede også skuespilleren Jesper Christensen nej med begrundelsen:
| Citat | Selve ideen om at have et kongehus er en slags forbrydelse mod medlemmerne af samme og aldeles ude af trit med et moderne menneskesyn. | Citat |
|       | |       |

Også tidligere forsvarsminister Claus Hjort Frederiksen samt tidligere finansminister Kristian Jensen har afslået at blive dekoreret.
I 2009 vakte det opsigt, at departementschef Michael Dithmer i Bendt Bendtsens ministertid havde bedt om at få dekoreret Palle Skov Jensen, ejeren af Jensens Bøfhus, med ridderkorset i 2007. Palle Skov Jensen er personlig ven af den tidligere minister. Meget få erhvervsfolk modtager et ridderkors, og først i 2008 fik Peter Straarup, tidligere direktør for Danske Bank med 20.000 ansatte, et ridderkors. Endnu færre restauratører er gennem tiden blevet indstillet til denne ære.
Fra 2006 til 2014 kunne man finde oplysninger om samtlige nulevende danskere og udlændinge dekoreret med Dannebrogordenen i Den Fællesoffentlige Adressedatabase.
Fra 13. juli 2018 kan samtlige nulevende danskere og udlændinge dekoreret med Dannebrogordenen efter 1947 slås op i den digitale database på kongehusets hjemmeside

## Fratagelse af ordenen
Før 1808 blev kun to modtagere frataget ordenen: Peder Schumacher Griffenfeld (tildelt 12. oktober 1671, frataget 13. marts 1676) og Samuel Christoph von Plessen (tildelt 8. november 1693, frataget 1699).
Bærere kan fratages ordenen, hvis de bliver dømt for kriminalitet. Fx Peter Adler Alberti (1910), Erik Ninn-Hansen (1995), Peter Brixtofte (2008), Christian Kjær (2019) og Inger Støjberg (2021) 
Efter Treårskrigen blev de officerer og embedsmænd i dansk tjeneste, som var gået over til fjenden og havde deltaget i det slesvig-holstenske oprør, frataget Dannebrogordenen, med mindre de havde fået amnesti af kongen.